# Championnat de France de rink hockey 2021-2022
Navigation
Nationale 1 2020-2021 Nationale 1 2022-2023
Le championnat de France de rink hockey de Nationale 1 2021-2022 est une édition de la plus importante compétition de rink hockey en France qui se déroule du 2 octobre 2021 au 18 juin 2022. Organisé sous l'égide de la Fédération française de roller sports, le championnat est composé de douze équipes qui se rencontrent chacune deux fois, sous la forme de matchs aller-retour. Pour les équipes participantes, le championnat est entrecoupé par la coupe de France, ou par des compétitions internationales telles que la WS Europe Cup ou la Ligue européenne.

## Clubs engagés
| \| Nantes Le Poiré-sur-Vie Coutras Noisy-le-Grand La Roche-sur-Yon Lyon Mérignac Ploufragan Quévert Saint-Omer Ergué-Gabéric St-Brieuc \| Localisation des clubs engagés dans le championnat. |
| Nantes Le Poiré-sur-Vie Coutras Noisy-le-Grand La Roche-sur-Yon Lyon Mérignac Ploufragan Quévert Saint-Omer Ergué-Gabéric St-Brieuc                                                           |

En raison du gel du championnat lors de l'édition 2020-2021, la fédération décide qu'il n'y a aucun changement dans les poules : il n'y a eu aucune relégation ni promotion. Les équipes participantes pour la saison sont donc celles qui se sont qualifiées selon les résultats de la saison 2019-2020 et non les résultats de la saison 2020-2021. 
Les dix premiers du championnat de Nationale 1 2019-2020 et les deux premières équipes du championnat de Nationale 2 de 2019-2020 participent à la compétition. Les deux dernières équipes de Nationale 1 de 2019-2020 restent reléguées en Nationale 2.
| Club                | Classement 2019-2020 | Entraîneur                     | Salle                                                   |
| ------------------- | -------------------- | ------------------------------ | ------------------------------------------------------- |
| SCRA Saint-Omer     | 1er                  | Fabien Savreux                 | Salle du Brockus, Saint-Omer                            |
| LV La Roche-sur-Yon | 2e                   | Lucas Gaucher                  | Salle de l'Angelmière, La Roche-sur-Yon                 |
| HC Dinan-Quévert    | 3e                   | Sergio Alexandro Burgoa        | Salle Némée, Dinan Complexe sportif du Courtil, Quévert |
| US Coutras          | 4e                   | Miquel Sánchez Vincent Mesnard | Patinoire Milou Ducourtioux, Coutras                    |
| CS Noisy-le-Grand   | 5e                   | Jordi Exposito Rovira          | Gymnase des Yvris, Noisy-le-Grand                       |
| Poiré Roller        | 6e                   | Marc Salicru Moscoso           | Salle de la Montparière, Le Poiré-sur-Vie               |
| SPRS Ploufragan     | 7e                   | Joao Patricio                  | Salle Glénan, Ploufragan                                |
| Nantes ARH          | 8e                   | Florent Luce                   | Salle du Croissant, Nantes                              |
| SA Mérignac         | 9e                   | Stéphane Hérin                 | Roller Stadium, Mérignac                                |
| RHC Lyon            | 10e                  | Alberto Moralès                | Halle de roller-skating de la Duchère, Lyon             |
| AL Ergué-Gabéric    | 1er Nationale 2      | Daniel Santos Pol Corlay       | Salle Paul-Émile Victor au Croas Spern, Ergué-Gabéric   |
| RAC Saint-Brieuc    | 2e Nationale 2       | Angel Puyané                   | Complexe Sportif du Sépulcre, Plérin                    |

### Forfait général du Roller Armor Club Saint-Brieuc
Le championnat est marqué par le forfait général de l'équipe de Saint-Brieuc. Celle-ci est dans l'impossibilité de s'entrainer dans sa salle en raison du changement du revêtement de la piste durant l'été à cause d'une infiltration d'eau signalée en décembre 2020 qui a déformé le sol. La nouvelle résine dont la pose a couté 14 000 euros est estimée trop abrasive pour la pratique du patinage. La municipalité de Saint-Brieuc reproche à la fédération de rink hockey son manque de précision pour la constitution du cahier des charges transmis au prestataire. Afin de rendre la piste praticable, un premier ponçage est intervenu mais est encore insuffisant pour la pratique du patinage. À la suite du départ de quatre joueurs dont le capitaine qui a conduit au forfait de l'équipe lors de la 7e journée face à Saint-Omer, une assemblée générale du club de Saint-Brieuc se tient le 10 décembre 2021. Un nouveau bureau est alors élu qui doit statuer sur le devenir de l'équipe de Saint-Brieuc en Nationale 1. La décision de se retirer du championnat est annoncée par le club le 6 janvier 2022 à la suite de deux réunions s'étant tenu l'avant veille et la veille. L'intégralité des joueurs composant l'effectif avait alors quitté le club et trouvé d'autres équipes évoluant en Nationale 1 ou en Nationale 2. L'équipe de Saint-Brieuc a déjà connu une situation analogue lorsque lors  du championnat 2015-2016 le club a terminé à la 7e place du championnat. Mais durant l'intersaison l'équipe de Saint-Brieuc a choisi de ne pas participer à la saison 2016-2017 de Nationale 1 bien que qualifiée pour celle-ci.
Conformément à l'application de l'article 204, « tous les matches joués par [le RAC Saint-Brieuc sont] « annulés » pour obtenir le classement des équipes participant à cette compétition. [Le RAC Saint-Brieuc] descendra en division inférieure » à l’issue de la saison. L'application de l'article est confirmée par la presse en juin 2022.

## Pré-saison

### Transferts
La nouvelle saison est marquée par certains arrêts. L'équipe de Ploufragan perd deux de ses joueurs : Christopher Lozac’h à destination Quintin en Nationale 2 et Clément Chedmail qui prend le poste d'entraineur de l'équipe réserve. La scolarité de Tom Savreux entrave sa continuation en tant que gardien au sein de Saint-Omer. Henri Podevin, également gardien de Saint-Omer arrête le rink hockey. Noisy perd son joueur Luis Miguel Mateus. Mais le championnat voit apparaitre de nouveaux joueurs qui n'évoluaient pas la saison précédente en Nationale 1, bien que les effectifs des équipes jeunes des clubs de Nationale 1 soient fortement impactés par la durée de la crise sanitaire. Les restrictions ont fait perdre 20% des licenciés de Quévert et 30% de ceux de Nantes qui doit alors accentuer ses efforts en recrutement. Alors qu'il jouait à Dole de Bretagne en Régionale 4, Corentin Turluer revient dans le championnat de Nationale 1 avec Quévert, tout comme Stanilas Vankammelbecke qui passe de la Nationale 2 avec Créhen vers le club de La Vendéenne. Afin de pallier un nombre important de départ, Lyon intègre en équipe première Matthieu Moine et le gardien Anouar Aidoud, et voit le retour de Josselin Dubois qui avait quitté l'équipe à la fin de la saison 2018-2019. L'équipe de Saint-Brieuc est presque intégralement renouvelée avec dans ses effectifs la présence de deux Chiliens, six Espagnols et un Français. Les anciens joueurs composant l'équipe ont majoritairement choisi de jouer en 3e division, tels que Thomas Schonfelder, Julien Chedmail, Damien Thoraval, Aurélien Balusson ou Baptiste Duault qui se tourne vers Créhen en Nationale 2. Afin de compenser ses arrêts, l'équipe voit l'arrivée de Nelson Obelleiro de Quintin en Nationale 2, de Biel Martinez, de Joel Palmarola et de Marçal Pujol. À l'opposé, Nantes n'a effectué aucune recrutement externe en se contentant d'intégrer Amaury Allannic venant de participer au championnat d'Europe jeune de 2021.
Les transferts entre club français sont nombreux. Après cinq années à Saint-Omer, Jacobo Mantiñan quitte le club nordiste afin de rejoindre le club de Coutras,,. Anthony Le Roux retourne jouer dans le club de Ploufragan, onze ans après l'avoir quitté. La Vendéenne perd son gardien de but Daniel Diaz, ainsi que deux autres joueurs Ruben Ferrer et Tom Mfuekani,. Le contrat entre Quévert et Matéo Avondo est rompu au bénéfice de Noisy-le-Grand, tandis que son ancien coéquipier Omar Nedder prend la direction de Lyon. L'effectif du club lyonnais est majoritairement renouvelé avec six départs. Le club perd ses deux gardiens, Lilian Debrouver et Mathéo Martinado. L'équipe perd également l'argentin Federico Balmaceda et Lionel Gonçalves, ainsi que son capitaine Arthur Pelletier et son entraineur Kouokam Kamtchueng. Charles Thebaud quitte le club de La Vendéenne pour son voisin du Poiré, mais le club de la Roche-sur-Yon récupère le gardien de but de Noisy-le-Grand, Luis Miguel Mateus. Pedro Martin, gardien chilien de Roubaix, rejoint Saint-Brieuc. Après deux années à Saint-Sébastien, Joseph Le Du revient dans son club formateur à Nantes, tandis que Nicolas Fernandez passe de Coutras au Poiré-sur-Vie.
Durant la suspension du championnat au cours de la précédente saison plusieurs clubs français voient des joueurs les quitter pour rejoindre des championnats étrangers. Les championnats professionnels au Portugal, en Italie et en Espagne continuent leurs activités. Xavier Lourenço et João Ricardo, deux joueurs portugais de Saint-Omer choisissent de quitter le championnat français afin de rejoindre le championnat portugais. Le Poiré Roller connait trois départs avec ceux d'Alex Roca, d'Aleix Borregan et d'Armando Sanchez. Le club de Coutras voit Marc Povedano rejoindre le Capellades HC, tandis que Marc Cuevas quitte Mérignac pour Vilanova. Outre ces joueurs qui ont déjà quitté le championnat en cours de saison passée, d'autres joueurs quittent le championnat français à l'intersaison tel que Matias Baieli de Saint-Omer qui s'en va à Alcoy en Espagne,. Albert Mola Guardiola, le gardien de Quévert, quitte le club et souhaite rejoindre une équipe ibérique. Carlos Lopez quitte le Poiré-sur-Vie pour rejoindre le Real Club Jolaseta de Bilbao en Espagne au poste d'entraineur-joueur. Marc Cuevas, précédemment à Mérignac, rejoint lui aussi le championnat espagnol au sein de Vilanova.
La presse avance que les recrutements venant de l'étranger sont entravés par l'absence de garantie que le championnat, qui se cale sur l'année scolaire et non l'année civile, ne soit pas de nouveau interrompu par des interdictions administratives durant l'hiver. Mais les recrutements seraient également gêner par le manque de garantie sur le plan financier avec des partenaires commerciaux hésitants. Cela n’empêche pas l'espagnol Iker Bosch qui évoluait depuis quatre ans au RHC Wolfurt en Autriche à rejoindre Ploufragan, tandis que son co-équiper, Jaume Bartès, rejoint le club du Poiré. L'international chilien, Felipe Márquez rejoint également le Poiré. Alors qu'Armando Sanchez avait quitté le Poiré en cours de saison précédente, celui-ci y revient. Carlitos Silva, gardien d'une sélection jeune portugaise, vient renforcer la Roche-sur-Yon. Quévert parvient à remplacer son gardien par l'argentin Bautista Acevedo venant de Barcelos au Portugal,,, tandis que Noisy trouve son gardien, Ferran Mañé, au SD Espanyol. Saint-Omer qui doit pallier le départ de quatre étrangers parvient à recruter l’Argentin Guido Pellizzari venant de Calafell en Espagne, ainsi que l'Espagnol Roc Llisa du CE Vendrell. Afin de remplacer le départ de ses gardiens remplaçants, Saint-Omer recrute le catalan Albert Masoliver afin de jouer au côté de Pedro Chambell. Lyon se tourne vers les argentins pour parfaire le renouvellement de son effectif, avec Juan Cruvellier de Bancos Hispano, Facundo Montigel du SEC et Pablo Gómez de San Juan pour le poste de gardien, ainsi que Noguero Joel, un catalan du CH Lloret. Mérignac se tourne également vers l'Espagne pour recruter Alexis Garcia du HC Burguillos. Coutras se tourne vers le championnat portugais pour recruter un nouveau joueur argentin, Gino Passarini, tandis que Quévert parvient à faire venir Juan Calise qui jouait précédemment à Banco Mendoza en Argentine. Saint-Brieuc recrute un second gardien, Felipe Pipe Vélez, venant du Chili.
En cours de saison, l'équipe de Saint-Brieuc qui ne possède pas de salle praticable perd trois de ses joueurs au profit de trois autres clubs de Nationale 1. Pujol se rend à Nantes, Martinez va à Lyon et Palmarola choisit Ergué-Gabéric. Quelques jours plus tard, Otto Platz - le capitaine de Saint-Brieuc - quitte à son tour le club pour se rendre à Ergué-Gabéric. Outre ses deux transferts pour Ergué-Gabéric, l'équipe reçoit également le soutien d'Enzo Imberti,. Nantes voit le retour de Guillem Fox et de Marc Baldris début 2022 dans l'objectif du maintien.

### Objectifs
Nathan Gefflot annonce que l'objectif de son club de La Vendéenne est de remporter la coupe et/ou le championnat, ainsi que de faire le meilleur parcours en ligue européenne. Alors que Quévert, par l'intermédiaire de Corentin Turluer souhaite remporter le championnat ainsi que faire le meilleur parcours possible en coupe de France et en coupe d'Europe,. Coutras est également considéré par ses adversaires comme un des quatre prétendants au titre. Noisy-le-Grand fait partie des postulants aux premières places. L'absence de compétition depuis un an et demi entrave les équipes à s'évaluer entre elles. Ce qui fait que certaines équipes ont des difficultés à se fixer des objectifs. Tel est le cas pour le Poiré. Ploufragan souhaite obtenir un résultat permettant d'obtenir un billet pour la coupe d'Europe en terminant dans les cinq premiers du championnat, mais ne fait pas de la coupe de France un objectif prioritaire. Le président du Nantes ARH fixe à son nouvel entraineur, Florent Luce, l’objectif du maintien, bien que la presse rapporte un objectif de haut de tableau pour les nantais. En raison de tensions sur le plan financier qui n'ont pas permis à Ergué-Gabéric d'être compétitif lors de la phase des transferts, la président du club ne vise en conséquence que le maintien pour cette saison,. Le club annonce dans la presse avoir un budget de 80 000 euros pour la saison, soit cinq fois moins que le budget de Saint-Omer avoisinant les 400 000 euros. Saint-Brieuc se fixe également un objectif de maintien à l’issue de la saison.
Concernant les objectifs européens des clubs de Nationale 1, ceux-ci sont perturbés par rapport aux saisons précédentes. L'European Hockey Clubs Association est fondée en 2019 par huit clubs avec comme premier porte-parole Toni Miró de Barcelone. L'objectif est de créer une compétition de seize équipes regroupant l'élite européenne. L'association comprend quatre clubs espagnols avec Barcelone, Liceo, Reus Deportiu et Noia, ainsi que quatre clubs portugais composés du Sporting, Benfica, Porto et Oliveirense. Quatre autres clubs ont été admis dans l'organisation à savoir, les espagnols de Caldes, les portugais de Barcelos, les français de Saint-Omer et les italiens de Forte dei Marmi,. Un travail pour le développement du projet est réalisé conjointement avec les institutions européennes. Malgré des réunions entre les différents parties courant juin et juillet 2021, la compétition organisée par l'EHCA n'est pas reconnue par les instances officielles. Cela n’empêche pas l'EHCA de maintenir l'organisation de sa première compétition pour la saison 2021-2022. Cela a pour conséquence qu'à l'exception de Forte dei Marmi, les onze autres clubs membres renoncent alors à s'inscrire en Ligue européenne. Il en résulte que seulement cinq équipes sont inscrites pour l'édition 2021-2022 de la Ligue européenne : les trois italiennes Forte dei Marmi, Lodi et Trissino, La Vendéenne pour la France et Diessbach pour la Suisse. Néanmoins en août 2021, un accord en conclus entre l'EHCA et les instances européennes afin que les équipes membres de l'EHCA puissent participer à une ligue européenne composée de deux groupes de huit,. En parallèle, la Coupe d'Europe, compétition de second niveau, organisée par les instances européennes est également mise à mal. Les clubs n'ayant pas pu prendre part aux compétitions en raison de restrictions sanitaires se sont vu refuser le remboursement des frais de participation.

### Préparations
La municipalité de Ploufragan a profité de l'arrêt des activités sportives afin de restaurer les équipements sportifs et notamment le parquet autour des cages de buts. Au contraire, la mairie de Nantes attend la réouverture administrative de la salle en mai avant de lancer des travaux d'accessibilité rendant indisponible la salle du Croissant trois mois supplémentaires jusque début septembre. Le terrain de hockey et les gradins n'étant pas affectés par les travaux, les équipements sont alors tout de même partiellement accessibles. Les joueurs de la Roche-sur-Yon se sont préparés physiquement dans la cour de l'école Jean-Moulin en raison de l'indisponibilité de leur salle pour des raisons sanitaires, en plus des entrainements en visio.
Lors de son premier match de préparation, Saint-Omer affronte son voisin de Roubaix dans une rencontre amicale le 3 septembre. Dominé de deux buts par l'équipe de seconde division, Saint-Omer parvient à prendre l'avantage notamment avec un triplé de Léo Savreux. Après deux victoires contre Roubaix, Saint-Omer se dirige vers Valença afin de disputer trois rencontres face à des clubs portugais de première division,. Ploufragan organise le Celtic Trophy Monique Chanu, un tournoi annuel de préparation les 18 et 19 septembre 2021, auquel est conviée l'équipe de Quévert qui est suivi par le préparateur argentin Lucas Decon, ainsi que les équipes de Saint-Brieuc et Coutras. Quévert remporte le tournoi.
Dans le cadre de la confrontation en supercoupe opposant Noisy-le-Grand à Saint-Omer, les Noiséens l'emportent à domicile par quatre buts contre trois dans de le match aller. Le Noiséen Anthony Da Costa qui évoluait précédemment à Saint-Omer offre un doublé donnant un avantage aux Franciliens dans les dernières secondes du match. Cependant le second match en terre audomaroise tourne à l'avantage des locaux. Saint-Omer s'impose par quatre buts contre deux, et parvient ainsi à obtenir la troisième supercoupe de France,.

## Saison
En raison de l'absence de participation de certaines équipes aux compétitions européennes, ainsi qu'un calendrier du championnat de Nationale 1 davantage étalé avec une date de fin plus tardive, cela doit permettre d'offrir la possibilité de reporter des rencontres de championnat dans l'éventualité de difficulté dans la tenue de certaines journées. Les frais d'engagement et de participations aux frais de déplacements des arbitres restent inchangés par rapport à la saison précédente avec des montants respectifs de 2 000 euros et 3 000 euros.

### Résumés des rencontres par journée

#### 1rejournée
Quévert et la Vendéenne, deux prétendants au titre, s'affrontent dès la première journée de championnat. La Vendéenne est considérée comme étant la bête noire de Quévert,,. Pourtant les locaux parviennent à maîtriser les Vendéens. Ceux-ci sont battus sur un score qualifié de très modeste par la presse alors que l’entraîneur vendéen estimait mérité le point du partage.
Lors du derby opposant Ploufragan et Saint-Brieuc, seulement deux joueurs de Saint-Brieuc ont déjà une expérience de la Nationale 1. L’entraîneur de Ploufragan a pu faire tourner son effectif en donnant du temps de jeu à tous ses joueurs tout en remportant la rencontre par sept buts contre cinq.
Coutras reçoit Noisy.
Les Nantais se déplace en Vendée au Poiré-sur-Vie. Les locaux se font surprendre dès le début du match en encaissant un but, mais un triplé d'Armando Sanchez permet au Poiré Roller d'inverser la situation. Les locaux mis en difficulté remportent leur première confrontation par six buts contre quatre.
La presse audomaroise se méfie du déplacement à Mérignac de Saint-Omer. Alors que le début de rencontre est lancé de part et d'autre, le premier but donne un avantage aux visiteurs à la 14e minute.
Pour la première journée, Ergué reçoit l'équipe lyonnaise. La rencontre est émaillée d'un incident rare lorsqu'une balle est sortie du terrain en atteignant un spectateur.

#### 2ejournée
Dans le cadre de la seconde journée, les joueurs d'Ergué-Gabéric se rendent à la Roche-sur-Yon,,,.
En raison de impraticabilité de leur terrain, les Briochains reçoivent Quévert dans la salle de Quintin pour leur second derby de la saison après avoir joué cinq matchs amicaux contre Quévert,,.
Ploufragan se déplace à Noisy en s'attendant à une rencontre au score serré face à un public venant en nombre,,.
Après une première victoire, l'équipe coutrillone se déplace à Nantes,,.
Saint-Omer se méfie de l'équipe du Poiré qui depuis des années est en progression constante,.

#### 3ejournée
C'est sur son parquet, type de surface craint par les équipes ne le maitrisant, sur La Roche-sur-Yon reçoit les Briochains qui sont en difficulté depuis le début de saison,. Saint-Brieuc résiste durant la première mi-temps, mais Erwan Debrouver permet aux Vendéennes de prendre l'ascendant sur pénalty. Les locaux, plus efficace en seconde mi-temps devant le gardien breton, l'emportent par cinq buts contre un,.
Dinan-Quévert Noisy-le-Grand,,,,
Ploufragan Nantes,,,,,
Coutras voit descendre en Nouvelle-Aquitaine les joueurs de Saint-Omer. Ces derniers en plus de retrouver Jacobo Mantinan ancien Audomarois qui est passé dans le camp coutrillon, doivent faire face à l'absence de Mathieu Le Roux. Saint-Omer qui voit en Coutras un opposant sérieux au titre domine les locaux après une excellente prestation soulignée par la presse adverse et une victoire six buts à trois.
Le Poiré-sur-Vie voient les Rhodaniens de Lyon se déplacer dans leur salle de Vendée. Après avoir dominé le début de rencontre, les locaux ont douté après le retour de mi-temps. Mais aidé par les coups francs directs en seconde période et deux doublés d'Armando Sanchez et Jaume Bartes, les Genôts se rassure en obtenant une victoire à une semaine de leur première participation en Coupe d'Europe.
Alors que Mérignac et Ergué-Gabéric sont aux dernières places du classement, les Aquitains n'ont pas l'avantage des Bretons de recevoir dans leur salle,. L'expérience de Mérignac ne permet pas aux deux équipes de se départager dès la mi-temps. Il faut attendre un triplé du capitaine breton, Benoit Fouliard, afin de voir les locaux l'emporter alors que Mérignac revenait à un but d'écart à deux minutes du terme.

#### 4ejournée
Saint-Brieuc Ergué-Gabéric,,,,,,, Inversion des matchs de Saint-Brieuc
Nantes Quévert,,,,
Saint-Omer Ploufragan,,,,,
Lyon Coutras,
Mérignac se déplace au Poiré-sur-Vie. La semaine précédente, les locaux sont sortis victorieux face à Lleida triple champion en titre de la Coupe d'Europe.

#### 5ejournée
Noisy-le-Grand accueille Saint-Brieuc alors que ce dernier aurait dû jouer à domicile. Les Bretons espèrent accrocher les Franciliens dont le niveau fluctue selon le Briochain Puyané. Bien que Pujol permet aux visiteurs d'ouvrir le score puis de réitérer sur pénalty, les Noiséens accompagnés par la « chaude ambiance dans la salle » ont une maitrise de la rencontre leur offrant la seconde victoire consécutive à domicile.
« Après la déconvenue face à Noisy », La Roche-sur-Yon souhaite se reprendre face à son voisin nantais. Ces derniers bien que dans leur salle subissent dès le début de la rencontre et sont menés par trois buts au bout d'un quart d'heure. Un quintuplé vendéen de Delgado et un doublé de Marcos Pinto et E. Debrouver parachèvent une très large victoire des visiteurs par onze buts contre trois.
Quévert reçoit Saint-Omer pour le « classico » entre les deux prétendants au titre jusqu'alors invaincu. L'enjeu pour les deux équipes est la victoire mais également de prendre un ascendant psychologique pour le reste du championnat. Saint-Omer inscrit deux buts en début de chaque mi-temps, mais Quévert ne rattrape pas suffisamment son retard en fin de match pour inquiéter les Nordistes,,.
Alors que Ploufragan vient de concéder sa première défaite, les Bretons reçoivent les lyonnais. Les visiteurs sont annoncés comme un groupe disposant de bons joueurs capable de surprendre de nombreuses équipes. Le lyonnais Omar Nedder ne manque pas à sa réputation en inscrivant un doublé et faisant douter les Bretons. Mais cela ne permet pas à son équipe d'échapper à une défaite par deux buts d'écart.
En Nouvelle-Aquitaine, Coutras se voit opposer son voisin de Mérignac. La supériorité de Coutras n'est pas inquiétée par le Mérignacais. Les Coutrillons Xavier Solera Sese parviennent à réaliser un triplé tandis que son coéquipier Marc Povedano est l'auteur d'un doublé. Guilhem Lesca permet à Mérignac d'éviter un score vierge pour son camp malgré six buts encaissés.
Ergué-Gabéric qui reste sur deux victoires à domicile souhaite poursuivre son invincibilité à domicile contre Poiré-sur-Vie. Menée de deux buts par les Vendéens, l'équipe bretonne parvient à égaliser. Bien que marquant un troisième but, le Gabéricois Benoit Fouliard ne permet pas à son équipe d'obtenir la victoire à la suite des deux buts encaissés entre-temps dans les dix derniers minutes du match,,.

#### 6ejournée
Après deux semaines d'interruptions de championnat afin de permettre la tenue de la coupe de France et une trêve pour les joueurs participant au championnat d'Europe, Ergué-Gabéric se déplace à Noisy-le-Grand. Les doublés franciliens de Barbe et Da Costa condamne les espoirs des visiteurs,. Bien que n'ayant pas permis à Ergué de l'emporter, Imberti marque alors qu'il vient à peine d'intégrer l'effectif.
Les deux derniers du championnat qui n'ont connu que la défaite depuis l'entame de saison, s'affrontent à Nantes dont l'équipe reçoit celle de Saint-Brieuc,. Les Nantais dominent la première période mais les Bretons ne se laissent pas distancer au score. Les deux équipes finissent par repartir avec chacune le point de l'égalité au lieu qu'une d'elle avec les trois points d'une victoire,.
Le match opposant Saint-Omer à La Roche-sur-Yon est émaillé du second accident de la saison lié à une sortie de balle après celui de la 1re journée, qui cause cette fois une fracture du nez d'une spectatrice. Les Audomarois prennent un avantage de trois buts sur les Vendéens, mais la réduction du score par ces derniers en fin de match ne leur permet pas de l'emporter au profit des Nordistes.
Lyon équipe de milieu de classement reçoit Dinan-Quévert, un des favoris du championnat, qui vient de chuter face à Saint-Omer. Ces derniers souhaitent se remobiliser face à Lyon, bien que cette équipe soit capable chaque année de surprendre régulièrement des favoris,. Les Bretons parviennent à se défaire de Rhodaniens avec un avantage de deux buts sur les deux buts encaissés.
Mérignac reçoit les joueurs de Ploufragan. Ces derniers se déplacent sans Abreu et Le Roux. Ils visent la victoire en ayant conscience que leurs hôtes sont difficiles à battre dans leur salle,. La rencontre est qualifiée de fermé par la presse avec des dominations successives de chacune des équipes et contrairement aux saisons précédentes voyant souvent la victoire de Mérignac, les équipes se séparent à égalité.
Le Poiré-sur-Vie qui vient de recruter Nicolas Fernandez affronte l'ancienne équipe de sa recrue, Coutras, qu'il a connu durant trois saisons. Le déplacement s'annonce difficile pour les Aquitains face à un Poiré-sur-Vie très attendu. Mais le triplé de Jacobo Mantinan permet aux Coutrillons de remporter le match face au Poiré-sur-Vie qui n'a bénéficié seulement d'un doublé Felipe Marquez Moreno.

#### 7ejournée
Alors que Saint-Brieuc devait recevoir dans la salle de Loudéac le meneur du championnat Saint-Omer, le départ de quatre joueurs en sus de l'indisponibilité de leur salle conduit les Bretons à devoir déclarer forfait,. Une assemblée générale se tient la semaine suivante afin de statuer du sort de l'équipe. Saint-Omer s'assure la tête du championnat avant la trêve de Noël en remportant sa septième rencontre.
Lyon se déplace au cœur de l'arc atlantique en se rendant à La Roche-sur-Yon. Les Lyonnais résistent durant le premier quart d'heure de match en réussissant à égaliser malgré l'ouverture du score par les locaux. Mais les Vendéens menés par le doublé de Nathan Gefflot tout juste vice-champion d'Europe permet une large victoire vendéenne par neuf buts contre quatre.
L'équipe de Dinan-Quévert est la favorite lors de son opposition face à Mérignac, mais la presse bretonne souligne néanmoins les qualités des Aquitains lors des dernières rencontres et notamment la prestation de son gardien,. Le résultat du match est sans appel, à l'exception de Ronan Ricaille et de Quentin Podevin, tous les autres joueurs de champs de Quévert ont marqué, pour un total de dix buts contre deux.
Ploufragan, fort de ses trois victoires à domicile depuis le début du championnat et qui reste sur une égalité contre Mérignac, reçoit le Poiré-sur-Vie. Les Bretons redoutent leurs hôtes qui ont été capables de battre Lleida, club champion d'Europe. Néanmoins, la rencontre se termine sur à l’avantage de Ploufragan notamment à l'aide d'un doublé de David Abreu qui permet la victoire des Bretons par cinq buts contre trois.
Ergué-Gabéric qui reste sur deux défaites souhaite se relancer contre les joueurs de Coutras. Mais ces derniers étant en lice pour le titre avec une seule défaite connue alors, ils font figure de favoris. Les Aquitains dominent le début de rencontre en inscrivant quatre buts durant les six premières minutes de jeu. Les locaux ne parviendront pas à rattraper cet écart, bien qu'ils réduisent le score à trois reprises,,.

#### 8ejournée
Alors qu'Ergué-Gabéric avait cinq points d'avance sur le premier relégable, le forfait général de Saint-Brieuc remet les Bretons en danger lors de leur match à Nantes. L'entraineur nantais souligne l'importance prise depuis quelques saisons par les coups francs directs, et qui a notamment permis Thomas Bouchet de marquer quatre buts sur ce type d'action conduisant à la première victoire nantaise,,.
Alors invaincu en championnat, les Audomarois ont été élimés dès le premier tour de coupe 2022. C'est avec appréhension que Saint-Omer reçoit Noisy-le-Grand, équipe qui l'a battu en finale de coupe nationale 2020 et en match aller de supercoupe de France 2021. Bien que les Noiséens ouvrent le score, les Nordistes marquent trois buts en l'espace de 60 secondes en fin de match conservant leur invincibilité.
À la suite de le coupure hivernale , le président quevertois indique que la rencontre peut être un piège face au Poiré dont l'entraineur Sergio Burgoa vise la victoire face au dauphin du championnat. Jaume Bartes du Poiré ouvre le score mais voit les Bretons égaliser. Ces derniers prennent à deux reprises la tête au score mais le but de Charles Thebaud conduit les deux équipes à se partager le point de l'égalité,.
Coutras - Ploufragan,,,,,
Alors que l'équipe de Saint-Brieuc devait se rendre à Lyon, les Bretons qui avaient déclarés forfait lors de la journée précédente ont officiellement annoncé leur forfait pour la période restante du championnat. Le comité invoque divers motifs tels les démissions d'entraineur et joueurs, l'impossibilité de s'entrainer et jouer à domicile ainsi que des problèmes financiers.

#### 9ejournée
Nantes, dernier du championnat, reçoit Saint-Omer en tête du classement. Renforcé par le retour du gardien Guillem Fox, les Nantais tiennent tête aux Nordistes lors d'une prestation remarqués par l'entraineur adverse. Le match se conclut sur le même score que lors de la précédente confrontation en championnat en 2020, avec une victoire par trois buts contre deux pour l'équipe invaincue de Saint-Omer.
Les deux voisins vendéens de La Roche-sur-Yon et Poiré-sur-Vie se rencontrent en milieu de semaine. Alors que les Yonnais hôtes de ce mercredi dominent l'entame de match sans parvenir à concrétiser de but, ils se font surprendre à deux reprises avant de parvenir à égaliser avant la mi-temps. Les Genôts reprennent l'avantage mais un but de Gefflot à deux minutes du terme laisse les deux équipes sur une égalité,.
Pour le duel opposant les équipes du bas de podium, Dinan-Quévert second reçoit Coutras troisième. Le match est marqué par un incident lorsque Solera, auteur de deux buts coutrillons, subit un accident à la 37e minute. La presse coutrillonne qualifie alors les arbitres et les Quévertois de mauvaise foi. Cet évènement n'empêche pas le Breton Turluer de remporter le match en marquant à quatre secondes du terme.
Le match opposant Ergué-Gabéric à Ploufragan est reporté en raison de contamination au Covid 19,. Bien qu'ayant ouvert le score, les locaux sont menés de deux buts par Ploufragan, mais Ergué parvient à remonter à quatre partout en seconde mi-temps. Malgré un coup franc manqué dans la dernière minute, les Bretons de Ploufragan prennent l'ascendant à cinq minutes du terme avec un but de Rousseau.

#### 10ejournée
Invaincu de la saison, Saint-Omer après s'être fait une frayeur lors de la journée précédente contre le dernier affronte Ergué l'avant dernier du championnat,,. Le niveau déséquilibré entre les deux équipes se constate avec un doublé de Savreux dès la 5e minute et un avantage de cinq buts au bout d'un quart d'heure de match,. La seconde période plus équilibrée reste à l'avantage des Audomarois.
Alors que la Vendéenne parait en deçà de ses performances habituelles depuis le début de saison, l'équipe de La Roche-sur-Yon se rend à Coutras.
Le match entre Ploufragan et Quévert est reporté en raison de la participation des Quévertois à la WS Europe Cup. L'entraineur ploufragannais choisit de ne pas endosser le rôle de favori dans un match où nombre des joueurs se connaissent au gré des transferts. Quatrième, Ploufragan est dominé de cinq buts par Quévert avant de perdre avec plus que deux buts d'écarts face au 2e au classement,,.
Lyon reçoit Nantes dans le cadre de la 10e journée de championnat. Alors que le buteur nantais Thomas Bouchet ne parvient pas à concrétiser les deux coups francs directs et le pénalty qu'il tire, Nantes mène tout de même de deux buts à cinq minutes du coup de sifflet final. Cependant, Omar Nedder inscrit un doublé notamment sur coup-franc direct qui permet aux Lyonnais d'obtenir le point de l'égalité.

#### 11ejournée
Alors que la rencontre entre Saint-Omer et Lyon parait être déséquilibrée, les Audomarois ont l'avantage de recevoir, en plus d'être la meilleure défense et attaque. Les Lyonnais, malmenés dès les premières minutes par un pénalty et un coup-franc direct arrêtés par leur gardien, offrent une résistance face aux locaux. Néanmoins, Saint-Omer remporte le match et par la même occasion l'intégralité des matchs aller.
C'est incertain sur la présence d'Iker Bosch que Ploufragan se déplace à La Roche-sur-Yon. Les deux équipes sont distantes d'un point au classement au profit des Bretons,. Les Yonnais plus réalistes devant les buts ont eu pendant la majorité de la confrontation deux buts d'avances sur Ploufragan. Revenu à égalité, Gefflot ne parvient pas à départager les équipes à égalité sur un coup-franc à la 48e minute.
Ergué-Gabéric qui n'a remporté qu'une seule confrontation cette saison est reçu par Dinan-Quévert. Ergué souffrant d'un effectif incomplet se fait surprendre en encaissant deux buts sur les deux premières actions. Mais Ergué parvient presque à remonter au score avant la mi-temps face à Quévert. En seconde période, la supériorité de Quévert permet une large victoire par neuf buts contre trois,.
Nantes - Mérignac ,

#### 12ejournée
La Roche-sur-Yon - Dinan-Quévert,
Noisy-le-Grand - Coutras
Nantes - Poiré-sur-Vie
Saint-Omer Mérignac,
Lyon - Ergué-Gabéric,,

#### 13ejournée
Ergué-Gabéric - La Roche-sur-Yon,,,,
Ploufragan - Noisy-le-Grand,,,
Poiré-sur-Vie - Saint-Omer,,

#### 14ejournée
Noisy-le-Grand - Dinan-Quévert,,,,
Nantes - Ploufragan,,,,
Saint-Omer - Coutras
Mérignac - Ergué-Gabéric,

#### 15ejournée
Ploufragan - Saint-Omer,,,,
Quévert - Nantes,,
La Vendéenne,

#### 16ejournée
Saint-Omer - Dinan-Quévert,,,,,,
Nantes - La Roche-sur-Yon
Lyon - Ploufragan,,,
Mérignac - Coutras
Poiré-sur-Vie - Ergué-Gabéric,,

#### 17ejournée
Ergué-Gabéric - Noisy-le-Grand,,,
La Roche-sur-Yon - Saint-Omer,,
Dinan-Quévert - Lyon,
Ploufragan - Mérignac,
Coutras - Le Poiré-sur-Vie,

#### 18ejournée
Nantes - Noisy-le-Grand
Mérignac - Quévert,,
Ploufragan - Le Poiré-sur-Vie,,,,
Coutras - Ergué-Gabéric,,,,

#### 19ejournée
Ergué-Gabéric - Nantes,,,,,
Noisy-le-Grand - Saint-Omer,
La Roche-sur-Yon - Mérignac,
Dinan-Quévert - Le Poiré-sur-Vie,,
Ploufragan - Coutras,,

#### 20ejournée
Saint-Omer - Nantes,,,,
Le Poiré-sur-Vie - La Roche-sur-Yon
Coutras - Dinan-Quévert,,
Ploufragan - Ergué-Gabéric,,,,,

#### 21ejournée
Saint-Omer - Ergué-Gabéric,,,
Nantes - Lyon
Noisy-le-Grand - Mérignac
La Roche-sur-Yon - Coutras,
Dinan-Quévert - Ploufragan,,

#### 22ejournée
Lyon - Saint-Omer
Mérignac - Nantes
Le Poiré-sur-Vie - Noisy-le-Grand
Ploufragan - La Roche-sur-Yon,,
Ergué-Gabéric - Dinan-Quévert,,

### Tableau synthétique des résultats
| Résultats (dom.\ext.)                                      | USC  | HCQ | ALEG | LV  | RHC | SAM  | NARH | CSNG | SPRS | PR  | SCRA |
| US Coutras                                                 |      | 2-2 | 4-1  | 2-3 | 7-4 | 6-1  | 5-1  | 4-2  | 5-5  | 8-2 | 3-6  |
| HC Dinan-Quévert                                           | 6-4  |     | 9-3  | 2-1 | 5-2 | 10-2 | 4-3  | 9-1  | 1-1  | 7-1 | 3-4  |
| AL Ergué-Gabéric                                           | 3-5  | 4-6 |      | 0-4 | 1-3 | 4-3  | 6-6  | 5-5  | 4-5  | 3-4 | 2-8  |
| LV La Roche-sur-Yon                                        | 3-3  | 2-2 | 10-3 |     | 9-4 | 5-2  | 11-3 | 5-2  | 4-4  | 5-5 | 1-2  |
| RHC Lyon                                                   | 1-2  | 2-4 | 3-1  | 3-4 |     | 6-2  | 5-5  | 3-7  | 4-5  | 7-2 | 2-5  |
| SA Mérignac                                                | 2-1  | 3-4 | 7-2  | 2-4 | 5-4 |      | N.D. | 4-6  | 1-1  | 4-3 | 1-4  |
| Nantes ARH                                                 | 3-10 | 3-7 | 9-6  | 3-9 | 4-4 | 2-3  |      | 1-5  | 4-2  | 4-6 | 2-3  |
| CS Noisy-le-Grand                                          | 5-4  | 7-2 | 7-2  | 6-2 | 4-4 | 2-6  | 8-4  |      | 1-4  | 8-1 | 4-4  |
| SPRS Ploufragan                                            | 4-10 | 4-6 | 8-4  | 5-3 | 6-4 | 6-2  | 9-6  | 5-6  |      | 5-3 | 1-5  |
| Poiré Roller                                               | 2-3  | 3-3 | 7-5  | 1-7 | 5-3 | 6-2  | 6-4  | 4-6  | 3-7  |     | 6-1  |
| SCRA Saint-Omer                                            | 6-1  | 4-1 | 6-0  | 5-3 | 6-2 | 7-2  | 5-2  | 7-1  | 5-3  | 9-2 |      |
| - Victoire à domicile - Match nul - Victoire à l'extérieur |      |     |      |     |     |      |      |      |      |     |      |

### Classement de la saison
Bilan : Ploufragan
Ergué-Gabéric
Coutras
Saint Omer ploufragan Saint Brieuc nantes
| Rang | Équipe              | Pts | J  | G  | N | P  | Bp  | Bc  | Diff |
| ---- | ------------------- | --- | -- | -- | - | -- | --- | --- | ---- |
| 1    | SCRA Saint-Omer     | 55  | 20 | 18 | 1 | 1  | 102 | 42  | +60  |
| 2    | HC Dinan-Quévert    | 43  | 20 | 13 | 4 | 3  | 93  | 55  | +38  |
| 3    | LV La Roche-sur-Yon | 37  | 20 | 11 | 4 | 5  | 95  | 59  | +36  |
| 4    | US Coutras          | 36  | 20 | 11 | 3 | 6  | 86  | 63  | +23  |
| 5    | CS Noisy-le-Grand   | 36  | 20 | 11 | 3 | 6  | 93  | 80  | +13  |
| 6    | SPRS Ploufragan     | 34  | 20 | 10 | 4 | 6  | 90  | 81  | +9   |
| 7    | Poiré Roller        | 23  | 20 | 7  | 2 | 11 | 72  | 101 | -29  |
| 8    | SA Mérignac         | 19  | 19 | 6  | 1 | 12 | 54  | 83  | -29  |
| 9    | RHC Lyon            | 15  | 20 | 4  | 3 | 13 | 70  | 89  | -19  |
| 10   | Nantes ARH          | 9   | 19 | 2  | 3 | 14 | 69  | 111 | -42  |
| 11   | AL Ergué-Gabéric    | 5   | 20 | 1  | 2 | 17 | 59  | 119 | -60  |
| N.C. | RAC Saint-Brieuc    |     |    |    |   |    |     |     |      |

|  | Inscription en Ligue européenne 2021-2022 |
|  | Inscription en WS Europe Cup 2021-2022    |
|  | Relégation en Nationale 2                 |

| Clubs \ Journées    | 1  | 2  | 3  | 4  | 5  | 6  | 7  | 8    | 9    | 10   | 11   | 12   | 13   | 14   | 15   | 16   | 17   | 18   | 19   | 20   | 21   | 22   |
| ------------------- | -- | -- | -- | -- | -- | -- | -- | ---- | ---- | ---- | ---- | ---- | ---- | ---- | ---- | ---- | ---- | ---- | ---- | ---- | ---- | ---- |
| US Coutras          | 5  | 4  | 6  | 4  | 3  | 3  | 3  | 2    | 3    | 3    | 3    | 3    | 3    | 3    | 3    | 4    | 3    | 3    | 3    | 4    | 4    | 4    |
| AL Ergué-Gabéric    | 11 | 12 | 8  | 8  | 9  | 9  | 9  | 11   | 11   | 11   | 11   | 11   | 11   | 11   | 11   | 11   | 11   | 11   | 11   | 11   | 11   | 11   |
| RHC Lyon            | 4  | 2  | 5  | 6  | 6  | 8  | 8  | 8    | 8    | 8    | 8    | 8    | 8    | 8    | 8    | 9    | 9    | 9    | 9    | 9    | 9    | 9    |
| SA Mérignac         | 12 | 11 | 9  | 9  | 10 | 10 | 10 | 9    | 9    | 10   | 9    | 9    | 9    | 9    | 9    | 8    | 8    | 8    | 8    | 8    | 8    | 8    |
| Nantes ARH          | 10 | 8  | 9  | 12 | 12 | 12 | 11 | 10   | 10   | 9    | 10   | 10   | 10   | 10   | 10   | 10   | 10   | 10   | 10   | 10   | 10   | 10   |
| CS Noisy-le-Grand   | 7  | 9  | 12 | 10 | 8  | 6  | 6  | 7    | 7    | 6    | 6    | 4    | 4    | 4    | 5    | 6    | 6    | 6    | 5    | 5    | 5    | 5    |
| SPRS Ploufragan     | 2  | 3  | 3  | 3  | 4  | 4  | 4  | 4    | 4    | 4    | 4    | 6    | 6    | 6    | 7    | 7    | 5    | 5    | 6    | 6    | 6    | 6    |
| Poiré Roller        | 3  | 7  | 7  | 7  | 7  | 7  | 7  | 6    | 6    | 7    | 7    | 7    | 7    | 7    | 6    | 5    | 7    | 7    | 7    | 7    | 7    | 7    |
| HC Quévert          | 6  | 5  | 2  | 1  | 2  | 2  | 2  | 3    | 2    | 2    | 2    | 2    | 2    | 2    | 2    | 2    | 2    | 2    | 2    | 2    | 2    | 2    |
| LV La Roche-sur-Yon | 8  | 6  | 4  | 5  | 5  | 5  | 5  | 5    | 5    | 5    | 5    | 5    | 5    | 5    | 4    | 3    | 4    | 4    | 4    | 3    | 3    | 3    |
| RAC Saint-Brieuc    | 9  | 10 | 11 | 11 | 11 | 11 | 12 | N.C. | N.C. | N.C. | N.C. | N.C. | N.C. | N.C. | N.C. | N.C. | N.C. | N.C. | N.C. | N.C. | N.C. | N.C. |
| SCRA Saint-Omer     | 1  | 1  | 1  | 2  | 1  | 1  | 1  | 1    | 1    | 1    | 1    | 1    | 1    | 1    | 1    | 1    | 1    | 1    | 1    | 1    | 1    | 1    |

### Meilleurs buteurs
Roc Llisa, le buteur de Saint-Omer termine le championnat avec le plus grand nombre de réalisation.
| Pl. | Nom                        | Club                | Buts |
| --- | -------------------------- | ------------------- | ---- |
| 1   | Roc Llisa                  | SCRA Saint-Omer     | 29   |
| 2   | Omar Nedder                | RHC Lyon            | 27   |
| 3   | Marc Podevano              | US Coutras          | 25   |
| -   | Mateo Avondo               | CS Noisy-le-Grand   | 25   |
| -   | Iker Bosch Zaldivar        | SPRS Ploufragan     | 25   |
| 6   | Marcal Cuenca              | SCRA Saint-Omer     | 24   |
| 7   | Erwan Debrouver            | LV La Roche-sur-Yon | 23   |
| -   | Armando Sanchez            | Poiré Roller        | 23   |
| -   | Thomas Bouchet             | Nantes ARH          | 23   |
| 10  | Martin Sebastien Montivero | HC Dinan-Quévert    | 22   |

### Note
1. 1 2  Compétition interrompue du fait de la pandémie de Covid-19 en France : aucun champion et aucun relégué.
2. 1 2  La rencontre entre Mérignac et Nantes a été annulé en raison d'un arrêté interdisant la pratique sportive dans les EPR non climatisés lors d'un épisode de forte chaleur.

#### Feuilles de match
Les feuilles de match sont issues du site officiel de la Fédération française de roller sports : ffroller.fr. 
1. ↑  Rapport 14952 du 02/10/2021 : Dinan-Quévert - La Roche-sur-Yon
2. ↑  Rapport 14953 du 02/10/2021 : Ploufragan - Saint-Brieuc
3. ↑  Rapport 14954 du 02/10/2021 : Coutras - Noisy-le-Grand
4. ↑  Rapport 14955 du 02/10/2021 : Nantes - Le Poiré-sur-Vie
5. ↑  Rapport 14956 du 02/10/2021 : Mérignac - Saint-Omer
6. ↑  Rapport 14957 du 02/10/2021 : Ergué-Gabéric - Lyon
7. ↑  Rapport 14958 du 09/10/2021 : La Roche-sur-Yon - Ergué-Gabéric
8. ↑  Rapport 14959 du 09/10/2021 : Saint-Brieuc - Dinan-Quévert
9. ↑  Rapport 14960 du 09/10/2021 : Noisy-le-Grand - Ploufragan
10. ↑  Rapport 14961 du 09/10/2021 : Nantes - Coutras
11. ↑  Rapport 14962 du 09/10/2021 : Saint-Omer - Le Poiré-sur-Vie
12. ↑  Rapport 14963 du 09/10/2021 : Lyon - Mérignac
13. ↑  Rapport 14964 du 16/10/2021 : La Roche-sur-Yon - Saint-Brieuc
14. ↑  Rapport 14965 du 16/10/2021 : Noisy-le-Grand - Dinan-Quévert
15. ↑  Rapport 14966 du 16/10/2021 : Ploufragan - Nantes
16. ↑  Rapport 14967 du 16/10/2021 : Coutras - Saint-Omer
17. ↑  Rapport 14968 du 16/10/2021 : Le Poiré-sur-Vie - Lyon
18. ↑  Rapport 14969 du 16/10/2021 : Ergué-Gabéric - Mérignac
19. ↑  Rapport 14970 du 30/10/2021 : Saint-Brieuc - Ergué-Gabéric
20. ↑  Rapport 14971 du 30/10/2021 : Noisy-le-Grand - La Roche-sur-Yon
21. ↑  Rapport 14972 du 30/10/2021 : Nantes - Dinan-Quévert
22. ↑  Rapport 14973 du 30/10/2021 : Saint-Omer - Ploufragan
23. ↑  Rapport 14974 du 30/10/2021 : Lyon - Coutras
24. ↑  Rapport 14975 du 30/10/2021 : Mérignac - Le Poiré-sur-Vie
25. ↑  Rapport 14976 du 06/11/2021 : Saint-Brieuc - Noisy-le-Grand
26. ↑  Rapport 14974 du 06/11/2021 : La Roche-sur-Yon - Nantes
27. ↑  Rapport 14978 du 06/11/2021 : Dinan-Quévert - Saint-Omer
28. ↑  Rapport 14979 du 06/11/2021 : Ploufragan - Lyon
29. ↑  Rapport 14980 du 06/11/2021 : Coutras - Mérignac
30. ↑  Rapport 14981 du 06/11/2021 : Ergué-Gabéric - Le Poiré-sur-Vie
31. ↑  Rapport 14982 du 27/11/2021 : Noisy-le-Grand - Ergué-Gabéric
32. ↑  Rapport 14983 du 27/11/2021 : Nantes - Saint-Brieuc
33. ↑  Rapport 14984 du 27/11/2021 : Saint-Omer - La Roche-sur-Yon
34. ↑  Rapport 14985 du 27/11/2021 : Lyon - Dinan-Quévert
35. ↑  Rapport 14986 du 27/11/2021 : Mérignac - Ploufragan
36. ↑  Rapport 14987 du 27/11/2021 : Le Poiré-sur-Vie - Coutras
37. ↑  Rapport 14988 du 04/12/2021 : Noisy-le-Grand - Nantes
38. ↑  Rapport 14989 du 04/12/2021 : Saint-Brieuc - Saint-Omer
39. ↑  Rapport 14990 du 04/12/2021 : La Roche-sur-Yon - Lyon
40. ↑  Rapport 14991 du 04/12/2021 : Dinan-Quévert - Mérignac
41. ↑  Rapport 14992 du 04/12/2021 : Ploufragan - Le Poiré-sur-Vie
42. ↑  Rapport 14993 du 04/12/2021 : Ergué-Gabéric - Coutras
43. ↑  Rapport 14994 du 08/01/2022 : Nantes - Ergué-Gabéric
44. ↑  Rapport 14995 du 08/01/2022 : Saint-Omer - Noisy-le-Grand
45. ↑  Rapport 14996 du 08/01/2022 : Lyon - Saint-Brieuc
46. ↑  Rapport 14997 du 08/01/2022 : Mérignac - La Roche-sur-Yon
47. ↑  Rapport 14998 du 08/01/2022 : Le Poiré-sur-Vie - Dinan-Quévert
48. ↑  Rapport 14999 du 08/01/2022 : Coutras - Ploufragan
49. ↑  Rapport 15000 du 22/01/2022 : Nantes - Saint-Omer
50. ↑  Rapport 15001 du 22/01/2022 : Noisy-le-Grand - Lyon
51. ↑  Rapport 15002 du 22/01/2022 : Saint-Brieuc - Mérignac
52. ↑  Rapport 15003 du 22/01/2022 : La Roche-sur-Yon - Le Poiré-sur-Vie
53. ↑  Rapport 15004 du 22/01/2022 : Dinan-Quévert - Coutras
54. ↑  Rapport 15005 du 29/01/2022 : Ergué-Gabéric - Ploufragan
55. ↑  Rapport 15006 du 05/02/2022 : Ergué-Gabéric - Saint-Omer
56. ↑  Rapport 15007 du 05/02/2022 : Lyon - Nantes
57. ↑  Rapport 15008 du 29/01/2022 : Mérignac - Noisy-le-Grand
58. ↑  Rapport 15009 du 05/02/2022 : Le Poiré-sur-Vie - Saint-Brieuc
59. ↑  Rapport 15010 du 05/02/2022 : Coutras - La Roche-sur-Yon
60. ↑  Rapport 15011 du 05/02/2022 : Ploufragan - Dinan-Quévert
61. ↑  Rapport 15012 du 19/02/2022 : Saint-Omer - Lyon
62. ↑  Rapport 15013 du 05/03/2022 : Nantes - Mérignac
63. ↑  Rapport 15014 du 19/02/2022 : Noisy-le-Grand - Le Poiré-sur-Vie
64. ↑  Rapport 15015 du 19/02/2022 : Saint-Brieuc - Coutras
65. ↑  Rapport 15016 du 19/02/2022 : La Roche-sur-Yon - Ploufragan
66. ↑  Rapport 15017 du 19/02/2022 : Dinan-Quévert - Ergué-Gabéric
67. ↑  Rapport 15018 du 12/03/2022 : La Roche-sur-Yon - Dinan-Quévert
68. ↑  Rapport 15019 du 12/03/2022 : Saint-Brieuc - Ploufragan
69. ↑  Rapport 15020 du 12/03/2022 : Noisy-le-Grand - Coutras
70. ↑  Rapport 15021 du 12/03/2022 : Nantes - Le Poiré-sur-Vie
71. ↑  Rapport 15022 du 12/03/2022 : Saint-Omer - Mérignac
72. ↑  Rapport 15023 du 12/03/2022 : Lyon - Ergué-Gabéric
73. ↑  Rapport 15024 du 26/03/2022 : Ergué-Gabéric - La Roche-sur-Yon
74. ↑  Rapport 15025 du 02/04/2022 : Dinan-Quévert - Saint-Brieuc
75. ↑  Rapport 15026 du 26/03/2022 : Ploufragan - Noisy-le-Grand
76. ↑  Rapport 15027 du 26/03/2022 : Coutras - Nantes
77. ↑  Rapport 15028 du 26/03/2022 : Le Poiré-sur-Vie - Saint-Omer
78. ↑  Rapport 15029 du 26/03/2022 : Mérignac - Lyon
79. ↑  Rapport 15030 du 09/04/2022 : Saint-Brieuc - La Roche-sur-Yon
80. ↑  Rapport 15031 du 26/05/2022 : Noisy-le-Grand - Dinan-Quévert
81. ↑  Rapport 15032 du 09/04/2022 : Nantes - Ploufragan
82. ↑  Rapport 15033 du 05/03/2022 : Saint-Omer - Coutras
83. ↑  Rapport 15034 du 09/04/2022 : Lyon - Le Poiré-sur-Vie
84. ↑  Rapport 15035 du 09/04/2022 : Mérignac - Ergué-Gabéric
85. ↑  Rapport 15036 du 23/04/2022 : Ergué-Gabéric - Saint-Brieuc
86. ↑  Rapport 15037 du 23/04/2022 : La Roche-sur-Yon - Noisy-le-Grand
87. ↑  Rapport 15038 du 23/04/2022 : Dinan-Quévert - Nantes
88. ↑  Rapport 15039 du 23/04/2022 : Ploufragan - Saint-Omer
89. ↑  Rapport 15040 du 23/04/2022 : Coutras - Lyon
90. ↑  Rapport 15041 du 23/04/2022 : Le Poiré-sur-Vie - Mérignac
91. ↑  Rapport 15042 du 30/04/2022 : Noisy-le-Grand - Saint-Brieuc
92. ↑  Rapport 15043 du 30/04/2022 : Nantes - La Roche-sur-Yon
93. ↑  Rapport 15044 du 30/04/2022 : Saint-Omer - Dinan-Quévert
94. ↑  Rapport 15045 du 30/04/2022 : Lyon - Ploufragan
95. ↑  Rapport 15046 du 30/04/2022 : Mérignac - Coutras
96. ↑  Rapport 15047 du 30/04/2022 : Le Poiré-sur-Vie - Ergué-Gabéric
97. ↑  Rapport 15048 du 14/05/2022 : Ergué-Gabéric - Noisy-le-Grand
98. ↑  Rapport 15049 du 14/05/2022 : Saint-Brieuc - Nantes
99. ↑  Rapport 15050 du 14/05/2022 : La Roche-sur-Yon - Saint-Omer
100. ↑  Rapport 15051 du 14/05/2022 : Dinan-Quévert - Lyon
101. ↑  Rapport 15052 du 14/05/2022 : Ploufragan - Mérignac
102. ↑  Rapport 15053 du 14/05/2022 : Coutras - Le Poiré-sur-Vie
103. ↑  Rapport 15054 du 21/05/2022 : Nantes - Noisy-le-Grand
104. ↑  Rapport 15055 du 21/05/2022 : Saint-Omer - Saint-Brieuc
105. ↑  Rapport 15056 du 21/05/2022 : Lyon - La Roche-sur-Yon
106. ↑  Rapport 15057 du 21/05/2022 : Mérignac - Dinan-Quévert
107. ↑  Rapport 15058 du 21/05/2022 : Ploufragan - Le Poiré-sur-Vie
108. ↑  Rapport 15059 du 21/05/2022 : Coutras - Ergué-Gabéric
109. ↑  Rapport 15060 du 28/05/2022 : Ergué-Gabéric - Nantes
110. ↑  Rapport 15061 du 28/05/2022 : Noisy-le-Grand - Saint-Omer
111. ↑  Rapport 15062 du 28/05/2022 : Saint-Brieuc - Lyon
112. ↑  Rapport 15063 du 28/05/2022 : La Roche-sur-Yon - Mérignac
113. ↑  Rapport 15064 du 28/05/2022 : Dinan-Quévert - Le Poiré-sur-Vie
114. ↑  Rapport 15065 du 28/05/2022 : Ploufragan - Coutras
115. ↑  Rapport 15066 du 04/06/2022 : Saint-Omer - Nantes
116. ↑  Rapport 15067 du 04/06/2022 : Lyon - Noisy-le-Grand
117. ↑  Rapport 15068 du 04/06/2022 : Mérignac - Saint-Brieuc
118. ↑  Rapport 15069 du 04/06/2022 : Le Poiré-sur-Vie - La Roche-sur-Yon
119. ↑  Rapport 15070 du 04/06/2022 : Coutras - Dinan-Quévert
120. ↑  Rapport 15071 du 04/06/2022 : Ploufragan - Ergué-Gabéric
121. ↑  Rapport 15072 du 11/06/2022 : Saint-Omer - Ergué-Gabéric
122. ↑  Rapport 15073 du 11/06/2022 : Nantes - Lyon
123. ↑  Rapport 15074du 11/06/2022 : Noisy-le-Grand - Mérignac
124. ↑  Rapport 15075 du 11/06/2022 : Saint-Brieuc - Le Poiré-sur-Vie
125. ↑  Rapport 15076 du 11/06/2022 : La Roche-sur-Yon - Coutras
126. ↑  Rapport 15077 du 11/06/2022 : Dinan-Quévert - Ploufragan
127. ↑  Rapport 15078 du 18/06/2022 : Lyon - Saint-Omer
128. ↑  Rapport 15079 du 18/06/2022 : Mérignac - Nantes
129. ↑  Rapport 15080 du 18/06/2022 : Le Poiré-sur-Vie - Noisy-le-Grand
130. ↑  Rapport 15081 du 18/06/2022 : Coutras - Saint-Brieuc
131. ↑  Rapport 15082 du 18/06/2022 : Ploufragan - La Roche-sur-Yon
132. ↑  Rapport 15083 du 18/06/2022 : Ergué-Gabéric - Dinan-Quévert

#### Règlements de laFédération française de roller et skateboard
- FFRS, Règlement financier des compétitions - Saison 2021-2022, 2021, 22 p. (lire en ligne)

1. ↑  Annexe : Tarifs en vigueur pour la saison 2021-2022, p. 11.

- FFRS, Rink Hockey - Règles du Jeu, 2021, 66 p. (lire en ligne)

- FFRS, Rink Hockey - Règlement Technique, 2021, 29 p. (lire en ligne)

- FFRS, Règlement Sportif Général - Dispositions particulières au Rink Hockey, 2021, 11 p. (lire en ligne)

1. ↑  Article 204 : Forfait – Abandon, p. 5.

- FFRS, Règlement particulier organisation des compétitions Rink Hockey, 2019, 24 p. (lire en ligne)